# Zheng Dongsheng
Zheng Dongsheng (né le 23 janvier 1992 dans le Hubei) est un athlète chinois, spécialiste du sprint et du relais.

## Biographie
Détenteur d'un meilleur temps sur 100 m de 10 s 32, réalisés à Jinan en 2010, il détenait le record national chinois sur relais 4 × 100 m, en 38 s 65 à Kanchanaburi le 11 mai 2012, battu à Londres le 10 août 2012.

### Palmarès
| Date | Compétition                 | Lieu     | Résultat | Épreuve   | Performance |
| ---- | --------------------------- | -------- | -------- | --------- | ----------- |
| 2010 | Championnats d'Asie juniors | Hanoï    | 1er      | 100 m     | 10 s 65     |
| 2010 | Championnats d'Asie juniors | Hanoï    | 2e       | 200 m     | 21 s 03     |
| 2011 | Universiade                 | Shenzhen | 2e       | 4 × 100 m | 39 s 39     |